# Шиманівка
Шима́нівка — село в Україні, в  Гайсинському районі Вінницької області. Населення становить 530 осіб.

## Історія
12 червня 2020 року, відповідно розпорядження Кабінету Міністрів України № 707-р «Про визначення адміністративних центрів та затвердження територій територіальних громад Вінницької області», село увійшло до складу Тростянецької селищної громади.
17 липня 2020 року, в результаті адміністративно-територіальної реформи і ліквідації Тростянецького району, село увійшло до складу Гайсинського району.

## Пам'ятки
Ландшафтний заказник місцевого значення Урочище Дубина.

## Видатні уродженці
- Ксенофонт Коваль — український радянський партійний діяч.